# National Football League 1959
La stagione NFL 1959 fu la 40ª stagione sportiva della National Football League, la massima lega professionistica statunitense di football americano. La finale del campionato si disputò il 27 dicembre 1959 al Memorial Stadium di Baltimora, nel Maryland e vide la vittoria dei Baltimore Colts sui New York Giants per 31 a 16. La stagione iniziò il 26 settembre 1959 e si concluse con il Pro Bowl 1960 che si tenne il 17 gennaio al Los Angeles Memorial Coliseum.
Durante la stagione, il commissario della NFL Bert Bell morì per un attacco cardiaco mentre assisteva l'11 ottobre all'incontro Philadelphia Eagles-Pittsburgh Steelers. Il tesoriere della lega Austin Gunsel venne nominato commissario ad interim per il resto dell'anno.

## Stagione regolare
La stagione regolare si svolse in 12 giornate, iniziò il 26 settembre e terminò il 13 dicembre 1959.

### Risultati della stagione regolare
- V = Vittorie, S = Sconfitte, P = Pareggi, PCT = Percentuale di vittorie, PF = Punti Fatti, PS = Punti Subiti
- Nota: nelle stagioni precedenti al 1972 i pareggi non venivano conteggiati nel calcolo della percentuale di vittorie.

| Eastern Conference  |    |    |   |     |     |     |
| Squadra             | V  | S  | P | PCT | PF  | PS  |
| New York Giants     | 10 | 2  | 0 | 833 | 284 | 170 |
| Cleveland Browns    | 7  | 5  | 0 | 583 | 270 | 214 |
| Philadelphia Eagles | 7  | 5  | 0 | 583 | 268 | 278 |
| Pittsburgh Steelers | 6  | 5  | 1 | 545 | 257 | 216 |
| Washington Redskins | 3  | 9  | 0 | 250 | 185 | 350 |
| Chicago Cardinals   | 2  | 10 | 0 | 167 | 234 | 324 |

| Western Conference  |   |    |   |     |     |     |
| Squadra             | V | S  | P | PCT | PF  | PS  |
| Baltimore Colts     | 9 | 3  | 0 | 750 | 374 | 251 |
| Chicago Bears       | 8 | 4  | 0 | 667 | 252 | 196 |
| Green Bay Packers   | 7 | 5  | 0 | 583 | 248 | 246 |
| San Francisco 49ers | 7 | 5  | 0 | 583 | 255 | 237 |
| Detroit Lions       | 3 | 8  | 1 | 273 | 203 | 275 |
| Los Angeles Rams    | 2 | 10 | 0 | 167 | 242 | 315 |

## La finale
La finale del campionato si disputò il 27 dicembre 1959 al Memorial Stadium di Baltimora e vide la vittoria dei Baltimore Colts sui New York Giants per 31 a 16.

## Vincitore
| Vincitori del campionato NFL 1959 Baltimore Colts 2º titolo |

## Premi individuali
| MVP della NFL        | Johnny Unitas, Quarterback, Baltimore Colts |
| Allenatore dell'anno | Vince Lombardi, Green Bay                   |